# Francisco II de Benavides y Mesía Carrillo
Francisco II de Benavides y Messía Carrillo, también llamado Francisco de Benavides y de la Cueva (m. 1580) fue un militar español titulado V conde de Santisteban del Puerto, XIII señor de la Casa de Biedma, XVI señor de la Casa de Benavides y señor de Fines e Ybros.
Fue hijo de Diego de Benavides y Carrillo de Córdoba, IV conde de Santisteban del Puerto y de su primera esposa, María Messía Carrillo Ponce de León, hija de los señores de La Guardia (Jaén) (Gonzalo, VII señor de Santofimia, e Inés Messía) y Santofimia. Además, ocupó los cargos de noveno caudillo mayor del Reino y Obispado de Jaén y capitán general de su frontera.
El 30 de abril de 1543 otorgó en su villa de Santisteban del Puerto las capitulaciones matrimoniales para contraer matrimonio con Isabel de la Cueva y Benavides, dama de la emperatriz Isabel de Portugal, V señora de Solera y de la Casa de la Cueva, hija y heredera de Juan de la Cueva y Benavides, III señor de Solera, y de Mencía Manuel de Bazán. El matrimonio fue celebrado en la villa de Solera el 20 de agosto de 1548, tras haber sido aprobadas las capitulaciones matrimoniales por Carlos I de España. Fueron hijos de este matrimonio:
- Diego de Benavides y de la Cueva, VI conde de Santisteban del Puerto.[2]
- Juan de Benavides y de la Cueva, fallecido sin sucesión.
- Rodrigo de Benavides y de la Cueva, caballero de la Orden de Calatrava.
- Francisco de Benavides y de la Cueva, caballero de la Orden de San Juan.
- María Manuel de Benavides y de la Cueva, casada con Álvaro de Bazán, primer marqués de Santa Cruz, con sucesión.
- Álvaro de Bazán, comendador mayor de Montalbán en la Orden de Santiago. Casó con María de Benavides y Bazán, primera marquesa de Villarreal de Purulena, hija de los primeros marqueses de Jabalquinto.
- Mencía, Juana y Beatriz de Benavides y de la Cueva, que fueron religiosas.
- Ana de Benavides y de la Cueva.